# Restinga do complexo lagunar Grussaí-Iquipari
21° 44' S 41° 02' O
A restinga do complexo lagunar Grussaí-Iquipari se localiza no norte fluminense, no município de São João da Barra, município do estado brasileiro do Rio de Janeiro . Sua cobertura vegetal é composta de gramíneas, moitas, leguminosas, bromélias e cactos. Há abelhas nativas dotadas de ferrão como a mamangaba, que poliniza o maracujá-amarelo. Foram encontradas também abelhas da tribo Centridini e Euglossini. A região vem sendo degradada por deposição de lixo e extração de areia.